# 肥満
肥満（ひまん、obesity, corpulence）とは、「体内に脂肪が過剰に蓄積している」、または「健康が脅かされるほどに太っている」状態である。

## 概要
日本人の平均ボディマス指数（BMI）は先進国中で最低水準だが、増加傾向であり、成人の27.2%が日本肥満学会の基準では肥満である。世界では10億人以上が太っており、その数は上昇の一途を辿っている。世界保健機関をはじめとして公衆衛生上の大問題と認識されている。肥満には個人的、社会経済的、環境的原因がある。既知の原因は、食事、身体活動、自動化、都市化、遺伝的素因、投薬、精神障害、経済政策、内分泌障害、内分泌撹乱物質への暴露である。逆に、生活活動を含む日常の身体活動量の増加は肥満を抑制する。定期的な運動と食事介入の併用は肥満予防効果を高める。
肥満者の大多数は常に減量を試み、しばしば成功するが、減量を長期的に維持することはまれである。短期的には減量できるが、減量した体重を維持するのはなかなか難しく、運動と減食を続けるように患者は求められることが多い。肥満予防には、社会、地域、家族、および個人レベルでの介入を含む複雑なアプローチが必要である。医療専門家が推奨する主な治療法は、運動だけでなく食事の変更である。食事の質は、脂肪や糖分の多い食品などカロリーの高い食品の摂取を減らし、食物繊維の摂取を増やすことによって改善できる（このような食事の選択肢が利用可能で、手頃な価格で、準備できれば）。食欲を減らしたり、脂肪の吸収を減らしたりするために、適切な食事と一緒に、抗肥満薬を使用してもよい。食事療法、運動療法、薬物療法が効果的でない場合は、胃の容積または長さを減少させるために、手術も選択肢となる。有名人が宣伝し、短期間での有効性を謳うものの、実際は科学的根拠と長期間の有効性に乏しい様々なダイエット方法も人気を集めており、これらはファド・ダイエットと総称されている。
肥満は世界的に予防可能な主要死因であるが、その割合は成人でも小児でも増加している。今日、肥満は世界のほとんどでスティグマを持たれている。逆に、過去も現在も、肥満を富と豊穣の象徴とみなして好意的にとらえている文化もある。世界保健機関（WHO）、米国、カナダ、日本、ポルトガル、ドイツ、欧州議会、米国医師会などの医学会は、肥満を疾病として分類している。英国のように、公的には肥満が疾病に分類されていない国もある。日本肥満学会は「肥満に起因ないし関連する健康障害を合併するか、その合併が予測される場合で、医学的に減量を必要とする病態」を肥満症と定義している。その上で、減量は肥満症治療の、目的ではなく、手段であり、肥満症の治療目的は、肥満に起因・関連する健康障害の予防・改善であると位置付けている。

## 分類
| 分類              | BMI (kg/m2) |
| ----------------- | ----------- |
| 低体重            | < 18.5      |
| 正常体重          | 18.5 – 24.9 |
| 過体重            | 25.0 – 29.9 |
| 肥満 (クラスI)    | 30.0 – 34.9 |
| 肥満 (クラス II)  | 35.0 – 39.9 |
| 肥満 (クラス III) | ≥ 40.0      |

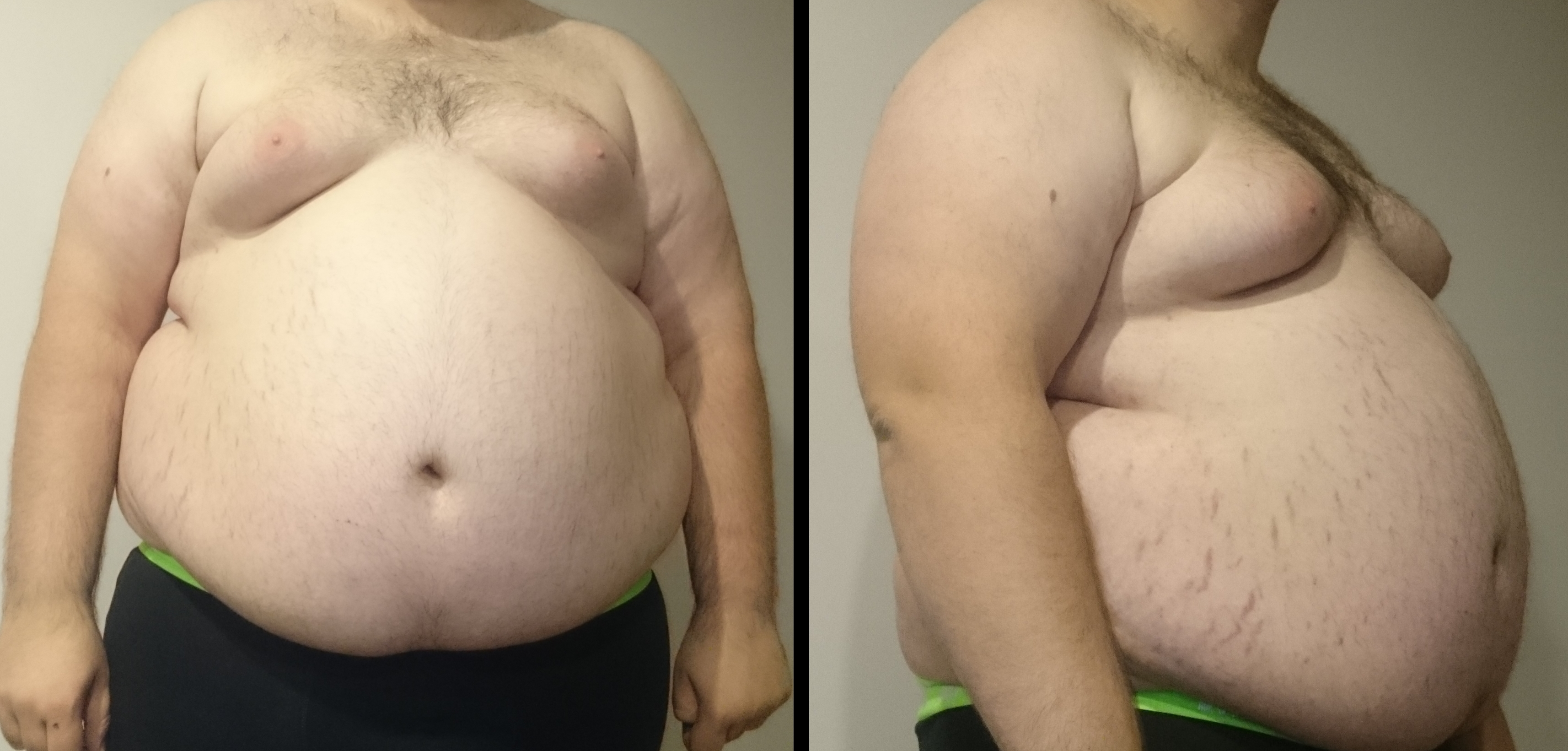
BMI 53 kg/m^{2}の「超肥満」男性。体重182kg、身長185cm。この男性には、線状皮膚萎縮症（いわゆる妊娠線）と肥大した乳房が認められる。

肥満は一般的に、体脂肪が相当に蓄積して健康に影響を及ぼす可能性がある状態と定義される。医療機関は、ボディマス指数（BMI）-身長（メートル）の2乗に対する体重（キログラム）の比率-に基づいて人々を肥満として分類する傾向がある。成人に関しては、世界保健機関（WHO）は、BMI25以上を「過体重」、BMI30以上を「肥満」と定義している。米国疾病管理予防センター（CDC）は、BMIに基づいて肥満をさらに細分化しており、BMI30～35をクラスI肥満、35～40をクラスII肥満、40以上をクラスIII肥満と呼んでいる。
小児の場合、肥満の指標は身長と体重とともに年齢を考慮する。5～19歳の小児については、WHOはBMIが各年齢集団の中央値を2×標準偏差上回るものを肥満と定義している（5歳では、そのBMIは約18、19歳では約30）。5歳未満の小児については、WHOは体重が、その身長集団の中央値を3×標準偏差上回るものを肥満と定義している。
WHOの定義に対するいくつかの修正が、特定の団体によって行われている。外科の文献では、クラスⅡとⅢ、またはクラスⅢの肥満を、さらなるカテゴリーに細分しているが、正確な値はまだ論争がある。
- BMI が35 または 40 kg/m2 以上はいずれも重度肥満。
- BMIが35 kg/m2 以上で、肥満に関連した健康上の問題がある、またはBMIが40 または 45 kg/m2 以上ならば病的肥満。
- BMIが45または 50 kg/m2 以上ならば超肥満。

アジア人は白人よりも低いBMIで健康に悪影響を生じるので、一部の国は肥満の定義を変えている。日本はBMIが25 kg/m2以上の場合を肥満と定義し、中国はBMIが28 kg/m2以上の場合を肥満としている。学術的によく使われる肥満の指標は体脂肪率（BF％）-体重に対する脂肪の総重量の比率-であり、BMIは単にBF％を近似する方法とみなされている。American Society of Bariatric Physicians（アメリカ肥満医学会）によると、女性で32％、男性で25％を超える体脂肪率は、一般的に肥満を示すと考えられている。
BMIは、除脂肪体重、特に筋肉量の個人差を無視している。重労働やスポーツに従事している人は、脂肪が少ないにもかかわらずBMI値が高いことがある。例えば、BMIによる評価では、NFL選手の半数以上が「肥満」（BMI≧30）、4人に1人が「極度の肥満」（BMI≧35）に分類される。しかし、彼らの平均体脂肪率、14%は、健康的な範囲と考えられている範囲内である。同様に、相撲力士はBMIによって「高度肥満」または「超高度肥満」に分類されるかもしれないが、体脂肪率が代わりに使用される場合、多くの相撲力士は肥満には分類されない（体脂肪率が25％未満）。一部の相撲力士は、力士ではない比較群よりも体脂肪が少なく、除脂肪体重が多いためにBMI値が高いことが判明している。
皮下脂肪型肥満よりも内臓脂肪型肥満の方が、生活習慣病を発症するリスクは高い。

## 健康への影響
肥満は、様々な代謝性疾患、心血管疾患、変形性関節症、アルツハイマー病、抑うつ、ある種のがんの発症リスクを高める。肥満の程度や併存疾患の有無にもよるが、肥満は推定2～20年の寿命短縮と関連している。高BMIは、食事や身体活動によって引き起こされる疾患の直接的な原因ではないが、そのリスクの指標となる。

### 寿命
| 喫煙しないアメリカの白人男性（左）および白人女性（右）のBMIごとの10年後の相対的死亡リスク。最も死亡リスクが低いのはBMI20-22前後である。 |  | 喫煙しないアメリカの白人男性（左）および白人女性（右）のBMIごとの10年後の相対的死亡リスク。最も死亡リスクが低いのはBMI20-22前後である。 |
| 喫煙しないアメリカの白人男性（左）および白人女性（右）のBMIごとの10年後の相対的死亡リスク。最も死亡リスクが低いのはBMI20-22前後である。 |  | |

肥満は、世界的に、予防可能な主要死因のひとつである。死亡リスクは、非喫煙者ではBMI20～25 kg/m2で、喫煙者ではBMI24～27kg/m2で最も低く、大小どちらの方向への変化にも伴ってリスクは増加する。これは少なくとも4大陸で当てはまるようである。国立がん研究センターによる平均11年間の追跡調査によれば、中高年の日本人の全死因でもっとも死亡率が少なかったのは、BMI値が21 - 27のグループであった。他の研究によると、BMIとウエスト周囲長と死亡率との関連はU字型またはJ字型であり、ウエストヒップ比とウエスト身長比と死亡率との関連はより強い。アジア人では、健康への悪影響のリスクは22～25 kg/m2の間で増加し始める。2021年、世界保健機関は、肥満が毎年少なくとも280万人の死亡を引き起こすと推定した。平均して、肥満により平均余命は6～7年短くなり、BMIが30～35 kg/m2では平均余命は2～4年短く、高度肥満（BMI≧40 kg/m2）では平均余命は10年短くなる。

### 疾患
肥満は多くの身体疾患および精神疾患のリスクを増加させる。これらの合併症は、2型糖尿病、高血圧、高コレステロール血症、高トリグリセリド血症を含む疾患の組み合わせであるメタボリックシンドローム、で最もよく見られる。CDCは、肥満が重症COVID-19の単一の最も強い危険因子であることを発見した。
疾患は、肥満によって直接引き起こされるか、あるいは質の悪い食事や座りがちなライフスタイルなど共通の原因を共有するメカニズムを通じて間接的な関連がある。肥満と特定の疾患との関連性の強さは様々である。最も強いものの1つが2型糖尿病との関連である。男性では糖尿病の64％、女性では77％が体脂肪過多である。
健康への影響は、脂肪量の増加の影響に起因するもの（変形性関節症、閉塞性睡眠時無呼吸症候群、社会的スティグマなど）と、脂肪細胞の増加によるもの（糖尿病、がん、心血管疾患、非アルコール性脂肪肝疾患）の2つに大別される。体脂肪の増加は、インスリンに対する体の反応を変化させ、潜在的にインスリン抵抗性につながる。脂肪の増加はまた、炎症や血栓が生じやすい状態を引き起こす。
体重が1kg増加するごとに、膝関節への負荷は3kgほど増加するとされる。肥満は変形性膝関節症や変形性股関節症といった関節症のリスクも助長する。体重が10kg増えるごとに、変形性膝関節症のリスクは36%上昇する。
| 専門分野             | 疾患 | 専門分野         | 疾患 |
| -------------------- | --- | ---------------- | --- |
| 循環器学             | - 虚血性心疾患: 狭心症と心筋梗塞 - 心不全 - 高血圧 - 脂質異常症 - 深部静脈血栓症、肺塞栓症、下肢静脈瘤。                        | 皮膚科           | - 黒色表皮腫 - リンパ水腫 - 蜂巣炎 - 男性型多毛症 - 間擦疹                                                   |
| 内分泌科・生殖医学   | - 糖尿病 - 多嚢胞性卵巣症候群 - 月経の異常 - 不妊 - 妊娠中の合併症 - 先天性異常 - 死産                                          | 消化器科         | - 胃食道逆流症 - 非アルコール性脂肪性肝疾患 - 胆石                                                           |
| 神経科学             | - 脳卒中 - 知覚異常性大腿神経痛（Meralgia paresthetica） - 片頭痛 - 手根管症候群 - 認知症 - 特発性頭蓋内圧亢進症 - 多発性硬化症 | 腫瘍学           | - 食道癌 - 大腸癌 - 膵癌 - 胆嚢癌 - 子宮体癌 - 腎細胞癌 - 白血病 - 肝細胞癌 - 悪性黒色腫                     |
| 精神科               | - うつ病（女性） - 社会的スティグマ                                                                                             | 呼吸器学         | - 閉塞性睡眠時無呼吸症候群 - 肥満低換気症候群 - 気管支喘息 - 全身麻酔中の合併症増加 - COVID-19の重症化リスク |
| リウマチ科・整形外科 | - 痛風 - 運動量低下 - 変形性関節症 - 腰痛                                                                                       | 泌尿器科・腎臓学 | - 勃起不全 - 尿失禁 - 慢性腎臓病 - 性腺機能低下 - 埋没陰茎                                                   |

#### 代謝的に健康な肥満
最近の研究では、医師が比較的健康的な肥満の人々を特定する方法に焦点が当てられ、肥満の人々を単一のグループとして扱わないようになっている。肥満による医学的な合併症を持たない肥満の人々は、代謝的に健康な肥満と呼ばれることもあるが、このグループがどの程度存在するのか(特に高齢者において)については議論の余地がある。代謝的に健康であるとみなされる人の数は、使用される定義によって異なり、普遍的に受け入れられている定義はない代謝異常が比較的少ない肥満者は数多くおり、肥満者のうちごく一部は医学的な合併症を抱えていない。米国臨床内分泌学会のガイドラインでは、医師が2型糖尿病を発症するリスクを評価する方法を検討する際には、肥満患者に対してリスク層別化を行うよう求めている。

##### HOP基準
2014年、BioSHaRE–EU Healthy Obese Project（健康的な肥満プロジェクト）は、健康的な肥満の定義として、以下のような、より厳格なものとそうでないものの2つを提示した。
|                                                    | 厳格でない | 厳格   |
| 血圧は服薬のない状況で以下の通り                   |            |        |
| 収縮期 (mmHg)                                      | ≤ 140      | ≤ 130  |
| 拡張期 (mmHg)                                      | ≤ 90       | ≤ 85   |
| 血糖は服薬のない状況で以下の通り                   |            |        |
| 血糖 (mmol/L)                                      | ≤ 7.0      | ≤ 6.1  |
| トリアシルグリセロールは服薬のない状況で以下の通り |            |        |
| 空腹時 (mmol/L)                                    | ≤ 1.7      | ≤ 1.7  |
| 非空腹時 (mmol/L)                                  | ≤ 2.1      | ≤ 2.1  |
| 高比重リポタンパク質 は服薬のない状況で以下の通り  |            |        |
| 男性 (mmol/L)                                      | > 1.03     | > 1.03 |
| 女性 (mmol/L)                                      | > 1.3      | > 1.3  |
| いかなる心血管疾患とも診断されていない             |            |        |

これらの基準を策定するために、BioSHaREは年齢と喫煙歴を統制し、両者が肥満に関連するメタボリックシンドロームにどのような影響を与えるかを調査したが、そのような影響は、代謝的に健康な肥満者では見出されなかった。代謝的に健康な肥満の定義には、BMI（特定の個人では信頼性に欠ける）ではなくウエスト周囲長に基づくものなど、他にも存在する。肥満者の健康状態を識別する別の基準として、ふくらはぎの筋力が挙げられる。これは肥満者の身体能力と正の相関がある。一般的に、体組成は代謝的に健康な肥満の存在を説明するのに役立つと仮定されている。代謝的に健康な肥満者は、メタボリックシンドロームの肥満者とほぼ同等の総脂肪量にもかかわらず、異所性脂肪(脂肪組織以外の組織に蓄積された脂肪)が少ないことが多い。

##### 肥満症
日本肥満学会は、体重が重い状態を肥満（obesity）、医学的に減量を必要とする状態を肥満症（obesity disease）と区別することを提唱している。肥満症の診断基準は、BMI ≧ 25であり、以下の1と2のいずれかを満たすものである。
1. 肥満に起因ないし関連し、減量を要する健康障害を有する。
2. 健康障害を伴いやすい高リスク肥満（ウエスト周囲長によるスクリーニングで内臓脂肪蓄積を疑われ、腹部CTで確定診断された内臓脂肪型肥満）

### 肥満のパラドックス
一般人口における肥満の健康への悪影響は、入手可能な研究結果のエビデンスによって十分に裏付けられているが、特定のサブグループでは、BMIの上昇に伴って健康状態が改善される傾向がある。この現象は肥満の生存パラドックスとして知られている。このパラドックスは、1999年に血液透析を受けている過体重および肥満の人々について初めて報告され、その後、心不全および末梢動脈疾患(PAD)の人々でも見られるようになった。
心不全患者では、BMIが30.0から34.9の患者の死亡率は、正常体重の患者よりも低かった。これは、病状が進行するにつれて体重が減少することが多いという事実によるものと考えられている。他のタイプの心疾患でも同様の結果が報告されている。肥満度クラスIの肥満と心臓病を患う患者は、心臓病を患う正常体重の患者よりも心臓病の悪化率が高いわけではない。しかし、より高度の肥満の人では、さらなる心血管系イベントのリスクが高まる。冠動脈バイパス手術後ですら、過体重および肥満の人では死亡率の増加は見られない。ある研究では、生存率の改善は、肥満の人々により積極的な治療が投与されるため、心臓発作後の生存率が改善されるためと説明できることが分かった。別の研究では、PAD患者における慢性閉塞性肺疾患(COPD)を考慮に入れると、肥満の利点はもはや存在しないとされる。

## 原因
肥満の「a calorie is a calorie（訳: カロリーはカロリー）」モデルは、肥満のほとんどのケースの原因として、過剰な食物エネルギー摂取と身体活動の欠如の組み合わせを仮定している.。遺伝、医学的理由、または精神疾患を主たる原因とするものは限られている。対照的に、社会での肥満率の増加は、簡単にアクセス可能な口当たりの良い食事、自動車依存社会、および製造業の機械化によるものだと感じられている。
睡眠不足、内分泌攪乱物質、特定の薬(非定型抗精神病薬など)の使用の増加、環境温度の上昇、喫煙率の低下、人口動態の変化、初産年齢の上昇、環境からのエピジェネティックな調節不全の変化、同類交配による表現型分散の増加、ダイエットへの社会的圧力など、世界中の肥満率の上昇の原因として他のいくつかの要因が提案されている。研究によっては、このような要因が、過剰な食物エネルギー摂取や身体活動の欠如と同じくらい大きな役割を果たす可能性があるとされる。しかし、決定的な声明が出される前に、人間に対するランダム化比較試験が一般的に必要であるため、肥満で提案されている原因の影響の相対的な大きさは多様で不確実である。
米国内分泌学会によると、「肥満は単に過剰な体重の受動的な蓄積から生じるのではなく、エネルギー恒常性システムの障害であることを示唆するエビデンスが増えている」。

### 食事
エネルギー摂取量の過多は体重増加をきたす。糖質摂取割合が大きいことは肥満と関連し、タンパク質摂取割合が小さいこともまた肥満と関連する。早食いはエネルギー摂取量とは独立して肥満と関連する。

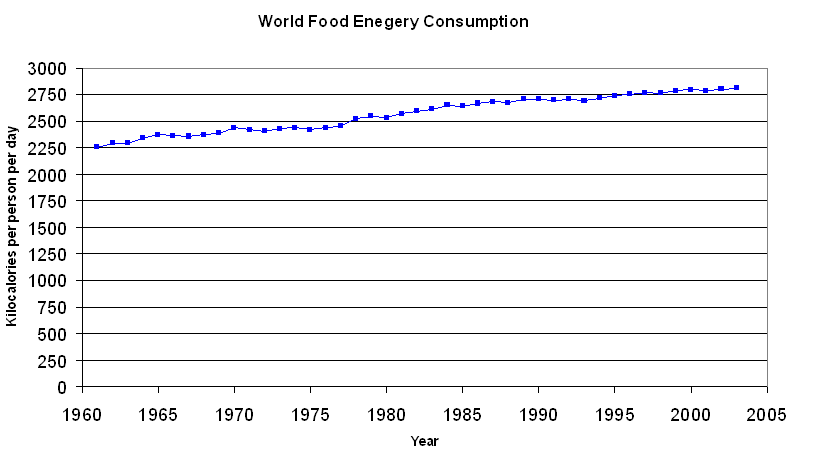
1961年から2002年までの世界の一人当たりの平均エネルギー消費量

口当たりがよく高カロリーな食品(特に脂肪、砂糖、特定の動物性タンパク質)に対する過剰な食欲が、世界的な肥満の主な要因であると考えられている。その理由は、おそらく摂食衝動に影響を与える神経伝達物質の不均衡によるものと思われる。一人当たりの食事エネルギー供給量は、地域や国によって著しく異なる。また、時代とともに著しく変化している。1970年代初頭から1990年代後半にかけて、1人当たりの1日あたりの平均的な食品エネルギー供給量(購入した食品の量)は、東ヨーロッパを除く世界のあらゆる地域で増加した。1996年には、米国が1人当たり3,654キロカロリー(15,290キロジュール)で最も高いカロリーを記録した。2003年にはさらに増加し、3,754キロカロリー(15,710キロジュール)となった。1990年代後半には、ヨーロッパでは1人当たり3,394キロカロリー、アジアの発展途上地域では1人当たり2,648キロカロリー(11,080キロジュール)であり、サハラ以南のアフリカでは1人当たり2,176キロカロリー(9,100キロジュール)であった。総食物エネルギー消費量は肥満と関連していることが分かっている。
食事ガイドラインが広く入手可能になった にもかかわらず、過食や不適切な食生活の問題はほとんど改善されていない。1971年から2000年にかけて、米国の肥満率は14.5%から30.9%に増加した。同じ期間に、消費される食物エネルギーの平均量も増加した。女性の場合、1日当たりの平均増加量は335キロカロリー(1,400キロジュール)(1971年の1,542キロカロリー(6,450キロジュール)から2004年には1,877キロカロリー(7,850キロジュール)に)であり、 一方、男性の平均増加量は1日あたり168キロカロリー(700キロジュール)(1971年の2,450キロカロリー(10,300キロジュール)から2004年は2,618キロカロリー(10,950キロジュール)へ)であった。この余分な食物エネルギーのほとんどは、脂肪の消費よりも炭水化物の消費の増加によるものである。これらの余分な炭水化物の主な供給源は甘味飲料であり、ポテトチップスと共に現在ではアメリカの若年成人の1日の食物エネルギーのほぼ25パーセントを占めている。清涼飲料水、フルーツジュース、アイスティーなどの甘味飲料の消費は、肥満率の上昇、メタボリックシンドロームや2型糖尿病のリスク増加に寄与していると考えられている。ビタミンD欠乏症は、肥満に関連する疾患と関係している。

地域別成人人口における肥満の割合(2000年~2016年)

社会がカロリーが高く、大盛りのファストフードにますます依存するようになっているため、ファストフードの消費と肥満の関連性がより懸念されるようになっている。米国では、1977年から1995年の間に、ファストフードの消費量は3倍に、これらの食事からの食品エネルギー摂取量は4倍に増加した。
米国と欧州における農業政策と技術により、食品価格は低下した。米国では、農業法案によるトウモロコシ、大豆、小麦、米への助成金により、加工食品の主な原料が果物や野菜と比較して安価になった。カロリー計算法や栄養成分表示により、食品エネルギーの消費量に対する認識を含め、人々がより健康的な食品を選択するよう導くことが試みられている。
肥満の人は、標準体重の人と比較して、常に食事の摂取量を過少に報告している。これは、熱量計室で実施された人々のテストと直接観察の両方によって裏付けられている

### 座りがちなライフスタイル
座りがちなライフスタイルは、肥満に大きな影響を及ぼしている可能性がある。世界保健機関(WHO)は肥満の原因として、不健康な食生活に加え、身体運動の欠如 ("physical inactivity")を挙げる。世界的に肉体的に負担の少ない仕事へのシフトが大きく進んでいるが、世界の人口の少なくとも30%が運動不足である。これは主に、機械化された交通手段が多く使われるようになり、家庭内での省力化技術が普及していることによるものである。子供の場合、身体活動レベルが低下しているようである(特に歩行量と身体活動の教育の減少が顕著である)。その原因として、安全上の懸念、社会的な交流の変化(近所の子供たちとの関係が希薄になるなど)、都市設計の不備(安全な身体活動のための公共スペースが極端に少ないなど)が考えられる。余暇の身体活動に関する世界的傾向は、あまり分かっていない。世界保健機関(WHO)は、世界中で人々がより活動性の低い娯楽を好むようになってきていると指摘しているが、フィンランドの研究では増加傾向が示され、米国の研究では余暇の身体活動に大きな変化はないことが示されている。子どもの身体活動は、有意な要因ではない可能性がある。
子供と大人の両方において、テレビ視聴時間と肥満のリスクとの間に関連がある。メディアへの接触が増えると小児肥満の割合が増え、テレビ視聴時間と小児肥満の割合は比例関係にある。

### 喫煙
喫煙は個人の体重に有意な影響を与える。禁煙した人は10年間で、男性で平均4.4kgの、女性では平均5.0キログラムの体重増加が見られる。しかし、喫煙率の変化は肥満率全体にはほとんど影響を与えていない。喫煙と禁煙：重度喫煙者は肥満度が大きい傾向にある。これまでの喫煙の本数と期間が大きいと禁煙後の体重増加が大きい。

### 遺伝

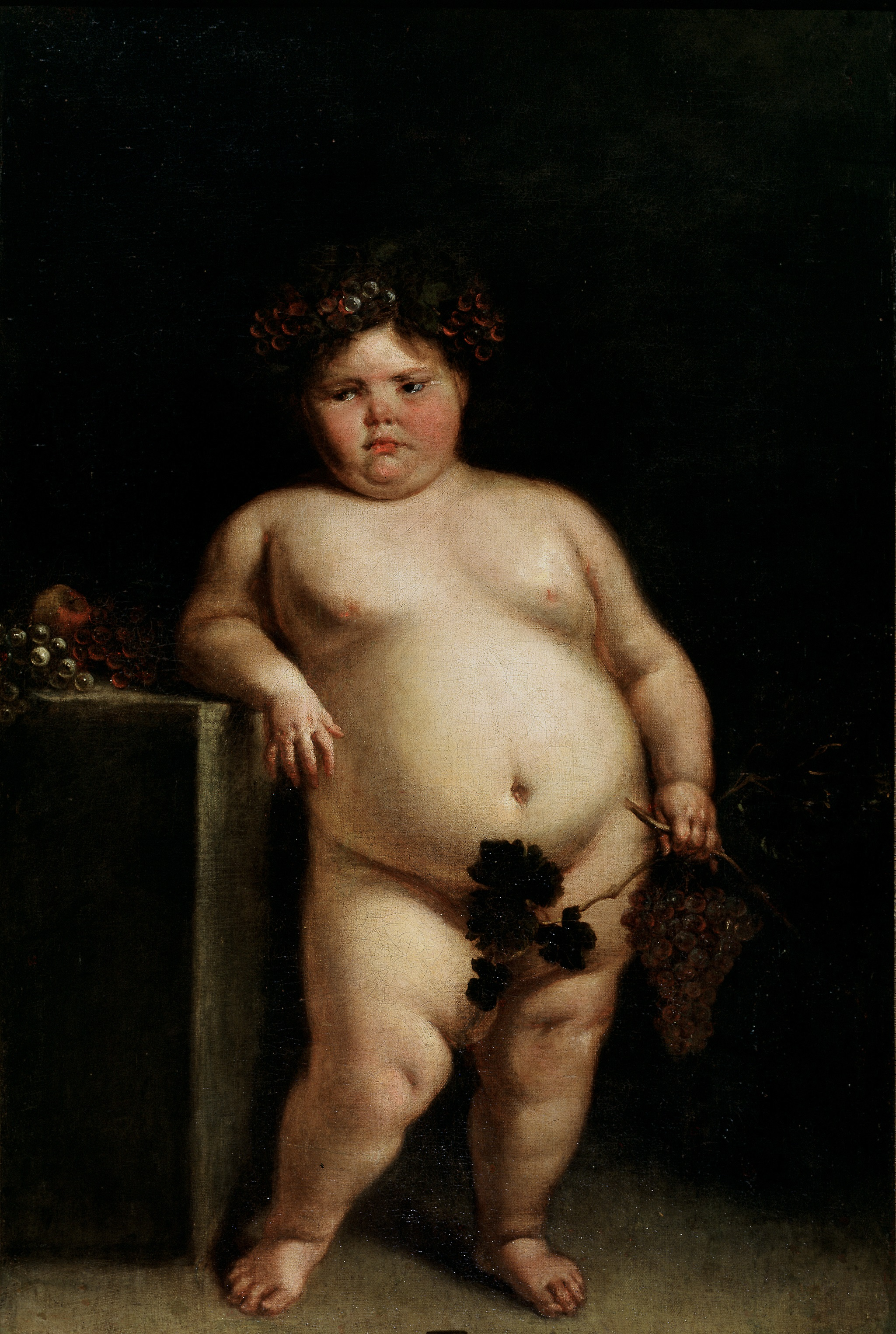
1680年にフアン・カレーニョ・デ・ミランダが描いた"La Monstrua Desnuda"（裸の怪物）は、プラダー・ウィリー症候群と推定される少女を描いた絵画である。

他の多くの疾患と同様に、肥満は遺伝的要因と環境的要因の相互作用の結果である。食欲と代謝を制御する様々な遺伝子における多型は、十分な量の食物エネルギーが存在する場合に肥満の素因になりやすい。2006年現在、好ましい環境が存在する場合、ヒトゲノム上の41以上の部位が肥満の発症に関連していることが分かっている。FTO遺伝子(脂肪量および肥満に関連する遺伝子)のコピーを2つ持つ人は、 リスク対立遺伝子を持たない人々と比較して、平均で3~4kg体重が多く、肥満リスクが1.67倍高いことが分かっている。遺伝率によるBMIの違いは、調査対象の集団によって6%~85%と差がある。肥満は、プラダー・ウィリー症候群、バルデー・ビードル症候群、コーエン症候群などのいくつかの症候群における主な特徴である。(「非症候性肥満」という用語は、これらの状態を除外するために用いられることもある)。早期発症の重度肥満(10歳以前の発症と、標準偏差3倍以上の正常BMIからの逸脱によって定義される)を持つ人々では、7%がDNAの点突然変異を有している。
特定の遺伝子ではなく遺伝パターンに焦点を当てた研究では、両親が肥満である場合、その子供たちの80%が肥満であることが判明している。これに対し、両親が標準体重の場合、その子供たちが肥満である割合は10%未満である。同じ環境にさらされても、その人の遺伝的素因によって肥満のリスクは異なる。倹約遺伝子仮説は、人類の進化の過程で食糧が不足していたため、人々は肥満になりやすいと仮定している。食物が豊富に手に入る時期に脂肪としてエネルギーを蓄えることで、食物の入手が不安定な時期に有利になる。また、脂肪の蓄えが多い個体は飢饉を生き延びる可能性が高くなる。しかし、脂肪を蓄えるこの傾向は、食糧供給が安定している社会では不適応となる。しかし、この理論はさまざまな批判をうけており、遺伝的浮動仮説や倹約表現型仮説など、進化論に基づく他の理論も提案されている。

### 他の疾患の影響
特定の心身の疾患や、その治療に用いられる医薬品は、肥満のリスクを高める可能性がある。肥満のリスクを高める内科的疾患には、いくつかの稀な遺伝疾患(上記に列挙)や、先天性または後天性の、甲状腺機能低下症、クッシング症候群、成長ホルモン欠乏症、むちゃ食い障害や夜食摂食症候群などの摂食障害がある。しかし、肥満は精神疾患とは見なされていないため、 DSM-IVRでは精神疾患としてリストアップされていない。精神疾患患者は、精神疾患のない患者よりも、肥満および過体重のリスクが高い。肥満と抑うつは相互に影響し合い、肥満はうつ病のリスクを高め、またうつ病は肥満を発症する可能性を高める。

### 薬剤誘発性肥満
特定の薬は体重増加や体組成の変化を引き起こすことがある。これには非定型抗精神病薬、抗うつ薬、ステロイド、特定の抗けいれん薬(フェニトインおよびバルプロ酸)、および一部の経口避妊薬が含まれる。糖尿病治療薬である、スルホニル尿素薬、インスリン、チアゾリジン関連薬にも体重増加作用があるが、著明な高血糖に対するインスリン投与は肥満症を理由にためらってはならない。

### 経済的要因

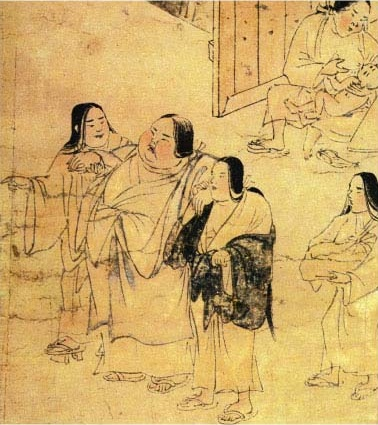
病草紙（12世紀後半)には、金持ちの病気と考えられていた肥満の女性の貸金業者が描かれている。

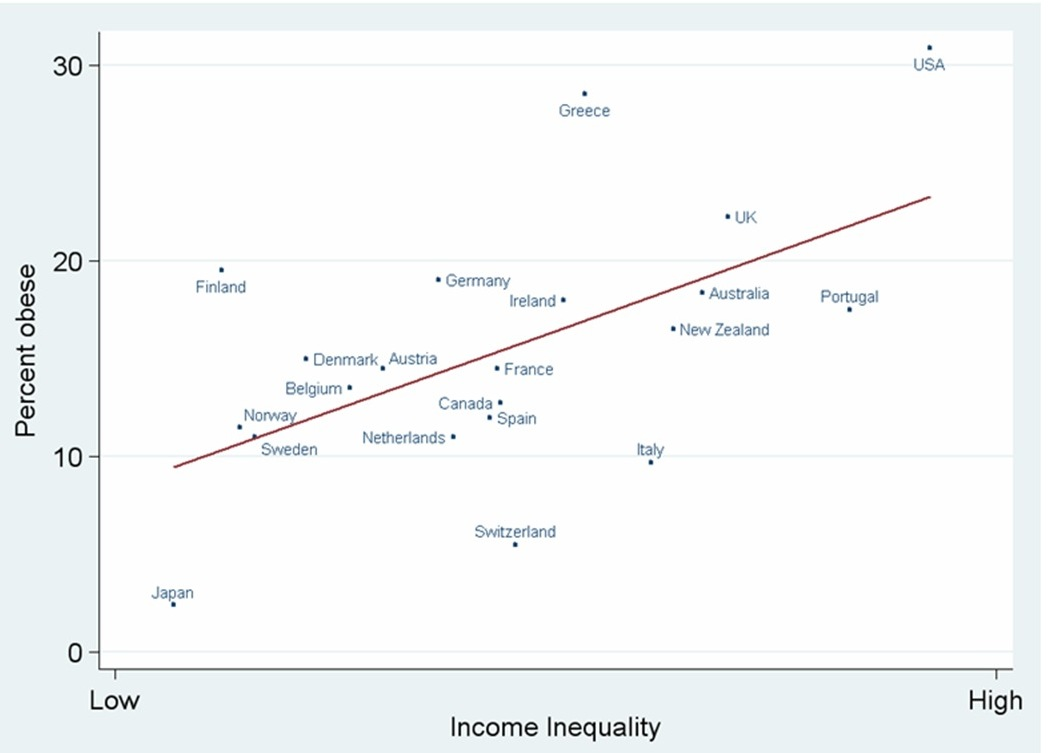
先進国における肥満は、経済的不平等と相関関係にある。

肥満を理解する上で遺伝的影響は重要であるが、特定の国々や世界全体でみられる劇的な増加を完全に説明することはできない。エネルギー消費量がエネルギー収入量を上回ると体重が増加することは個人単位では認められているが、社会規模でのこれら2つの要因の変化の原因については多くの議論がある。原因については多くの説があるが、ほとんどの人はさまざまな要因の組み合わせであると考えている。
社会階級とBMIの相関関係は世界的に様々である。1989年の研究では、先進国では社会階級の高い女性は肥満になりにくいことが分かった。男性の間では、社会階級の違いで有意な差は見られなかった。発展途上国では、社会階級の高い女性、男性、子供は肥満率が高かった。2007年に同じ研究を繰り返したところ、同じ関係が見られたが、その関係性は弱まっていた。相関関係の強さの減少は、グローバル化の影響によるものと考えられている。先進国では、成人の肥満の度合い、および過体重の十代の子供の割合は、経済的不平等と相関している。同様の関係は米国の州間でも見られ、より不平等な州では、より高い社会階級に属する成人でも肥満の割合が高い。
BMIと社会階級の関連性については、多くの説明が提示されている。先進国では富裕層はより質の良い食品を購入できる余裕があり、スリムな体型を維持する社会的圧力も大きく、また、フィットネスに対する期待が大きいと共にその機会もより多いと考えられている。発展途上国では、食料を買う余裕、肉体労働による高いエネルギー消費、体格の大きな人を好む文化的価値観が、観察されているパターンに寄与していると考えられている。人の体重に対する考え方も肥満の一因となることがある。BMIの経時的変化には、友人、兄弟姉妹、配偶者間で相関関係があることが分かっている。ストレスや社会的地位の低さを認識することは、肥満のリスクを高めるようである。
米国では、子供の数が多いほどその親の肥満のリスクが高くなる。女性のリスクは子供一人につき7%増加し、男性のリスクは子供一人につき4%増加する。これは、扶養家族がいると、西洋では親の運動量が減少するという事実によって、ある程度説明できるかもしれない。
発展途上国では、都市化が肥満率増加の一因となっている。中国では、肥満の割合は全体で5%以下であるが、一部の都市では肥満の割合が20%を超えるところもある。その理由の一部として、都市設計の問題(身体活動のための公共スペースが不十分など)が挙げられる。自動車での移動時間が長くなるほど、自転車や徒歩などのアクティブモビリティが選ばれなくなり、肥満のリスクが高まる。
発展途上国における肥満率の上昇には、幼少期の栄養不良が影響していると考えられている。栄養不良の期間に起こる内分泌系の変化は、再び食物から得られるエネルギーが利用可能になると、脂肪の蓄積を促進する可能性がある。

### 細菌とウイルス
腸内細菌叢は、痩せている人と肥満の人では異なることが示されている。腸内細菌叢が代謝能力に影響を与える可能性があるという指摘もある。つまり、エネルギー収穫能力を向上させて肥満に寄与すると考えられている。これらの違いが肥満の直接的な原因であるか、あるいは結果であるかは、まだ明確に特定されていない。また、小児期の抗生物質使用も、その後の肥満と関連している。
ヒトおよびいくつかの異なる動物種において、ウイルスと肥満の関連が認められている。これらの関連が肥満率の上昇にどの程度寄与しているかは、まだ解明されていない。

### その他の肥満に関連する因子
睡眠不足も肥満と関係している。どちらが原因でどちらが結果であるかは不明である。睡眠不足が体重増加につながるとしても、それが有意な程度であるのか、あるいは睡眠時間を増やすことが有益であるのかも不明である。
多量飲酒はエネルギー過剰摂取を介して体重増加リスクとなる。
ストレスなどの心理特性や居住地域などの社会的特性も、食事や身体活動に影響することで肥満度と関連する。労働時間の長さ、交代勤務の有無、職階は食習慣や身体活動に影響することで肥満度と関連する。
加齢に伴うエストロゲンやアンドロゲンの減少が体脂肪の増加をきたすことが報告されている。
環境中の、オビソゲンと呼ばれる化学化合物も肥満に関与している可能性が指摘されている。
肥満であることと関連する性格特性もある。孤独感、神経症傾向、衝動性、報酬への過敏性は肥満の人に多く見られ、一方、誠実性や自制心は肥満の人にはあまり見られない。しかし、このテーマに関する研究のほとんどはアンケート調査に基づいているため、これらの調査結果は性格と肥満の関係を過大評価している可能性がある。肥満の人は肥満への社会的スティグマを認識しており、それに応じてアンケート回答が偏っている可能性がある。同様に、子供の頃に肥満であった人の性格は、肥満に対するスティグマの影響を受けている可能性があり、これらの性格要因が肥満のリスク要因として作用しているわけではない。妊娠期の母体の過剰な体重増加、喫煙や、母乳栄養期間の短さなどが、出生時のその後の肥満リスクと関連することが報告されている。低出生体重とその後の肥満との関連を明確に示した報告はあまりない。
グローバル化との関連では、貿易自由化が肥満と関連していることが知られている。1975年から2016年の175か国のデータに基づく研究では、肥満の蔓延は貿易の開放性と正の相関があり、その相関は発展途上国でより強いことが示された。

## 病態生理

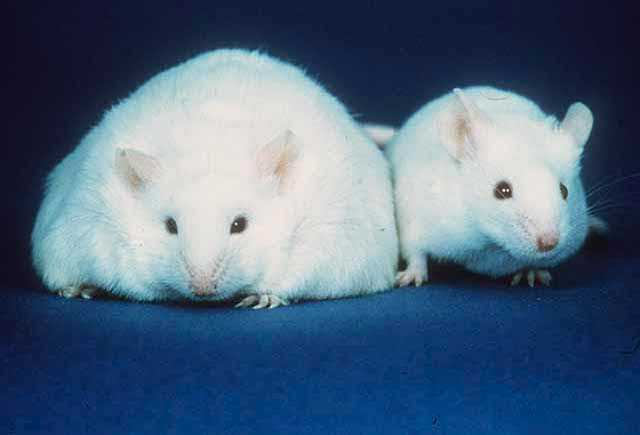
レプチンを産生できないことにより肥満したマウス（左）と通常のマウス（右）

肥満の発生には、2つの異なるが関連するプロセスが関与していると考えられている。持続的なエネルギー収支のプラス(エネルギー摂取量がエネルギー消費量を上回る)と、体重の「セットポイント」が増加した値にリセットされることである。2番目のプロセスは、肥満の有効な治療法を見つけることが困難であった理由を説明するものである。このプロセスの基礎となる病態生理は依然として不明確であるが、研究によりその機序が明らかになりつつある。
生物学的レベルでは、肥満の発生と維持に関与する病態生理学的機序は数多くある。この分野の研究は、1994年にジェフリー・フリードマンの研究室でレプチン遺伝子が発見されるまでは、ほとんど手つかずの状態であった。レプチンとグレリンは末梢で生成されるが、中枢神経系に作用することで食欲を制御する。特に、レプチンやグレリン、その他の食欲関連ホルモンは、食物の摂取とエネルギー消費の調節に重要な役割を果たす脳の視床下部で作用する。視床下部には、食欲を統合する役割を果たすいくつかの回路があり、その中でもメラノコルチン経路が最もよく理解されている。この回路は、視床下部の弓状核という領域から始まり、外側視床下部(LH)と腹内側視床下部(VMH)という、それぞれ脳の摂食中枢と満腹中枢に接続している。
弓状核には2つの異なるニューロン群が存在する。最初の群は神経ペプチドY (NPY) とアグーチ関連ペプチド (AgRP) を共発現し、LHへの興奮性入力とVMHへの抑制性入力を持つ。第2の群は、プロオピオメラノコルチン(POMC)とコカイン・アンフェタミン調節転写産物(CART)を共発現し、VMHへの刺激入力とLHへの抑制入力を持つ。その結果、NPY/AgRPニューロンは摂食を刺激し、満腹感を抑制する一方で、POMC/CARTニューロンは満腹感を刺激し、摂食を抑制する。弓状核ニューロンの両グループは、レプチンによって部分的に調節されている。レプチンはNPY/AgRPグループを抑制する一方で、POMC/CARTグループを刺激する。そのため、レプチンシグナル伝達の欠損、すなわちレプチン欠乏またはレプチン抵抗性は、過食につながり、遺伝性および後天的な肥満のいくつかの要因となる可能性がある。

## 肥満の管理
肥満の治療方法としては、食事療法と運動療法、そして生活習慣の改善が基本である。一般的には、摂取エネルギーを消費エネルギーより少なくする必要がある。

### 食事療法
肥満の主な治療法は、処方食や運動療法などの生活介入による減量である。どのような食事が長期的な体重減少をサポートするかは不明であり、低カロリー食の有効性が議論されているが、長期的に消費カロリーを減らしたり、身体運動を増やしたりするようなライフスタイルの変化によっても、ある程度は、持続的に体重が減少する傾向がある。長期的には体重が再び増加してしまうが。米国で実施された体重コントロール登録の参加者の87%は10%の体重減少を10年間維持できたが、長期的な体重減少維持に最も適した食事療法のアプローチは依然として不明である。米国では、食事療法と運動療法を組み合わせた集中的な行動介入が推奨されている。断続的絶食は、継続的なエネルギー制限と比較して、体重減少に関して何ら利点はない。減量成功の要因として、個人がどのような食事療法を行うかよりも、その食事療法を継続できるかの方がより重要である。
いくつかの低カロリーダイエットは効果的である。短期的には、減量には低脂肪食よりも低炭水化物食の方が効果的なようである。しかし長期的には、低炭水化物食も低脂肪食も大差がないようである。さまざまな食事療法に伴う心臓病や糖尿病のリスクは同程度である。
肥満者における地中海ダイエットの推進は心臓病のリスクを低下させる可能性がある。甘味飲料の摂取量を減らすことも減量につながる。生活様式の改善による長期的な減量維持の成功率は低く、2~20%に留まる。一方、食事および生活様式の改善は、妊娠中の過剰な体重増加を制限するのに有効であり、母児双方の予後を改善する。肥満であり、心臓病の他の危険因子も有する人々には、集中的な行動カウンセリングが推奨される。
総エネルギー摂取量が同じであれば、炭水化物（アルコール含む）・タンパク質・脂質それぞれの摂取量を変えても減量効果は有意に異なるものではないというメタ・アナリシスが多い。つまり、例えば炭水化物の摂取を削減したとしても、同量のエネルギーをタンパク質および脂質から摂取した場合は減量効果は期待できない。
日本肥満学会の診療ガイドラインでは、一般的にエネルギー算出栄養素の比率は炭水化物50～65%、タンパク質13～20%、脂肪20～30%とし、必須アミノ酸を含むタンパク質、ビタミン、ミネラルの十分な摂取を欠かさないようにするべきとしている。 BMI25以上の肥満症の改善においては1日あたりの摂取エネルギー量を25kcal/kg×目標体重kg以下に設定する。ただし、一律に目標体重に基づいた摂取エネルギー量の遵守を求めることが現実的でない場合もあり、対象者のエネルギー摂取状況や状況に合わせて個々に選択するものとしている。

### 運動療法
運動療法は食事療法と組み合せて行われる。運動は肥満症に関連する死亡リスクや心血管疾患発症・重症化リスクを低減させる。また、肥満の予防に有用であり、減量体重の維持にも有用である。一方で、肥満症の者に実施可能な運動量では減量については効果が期待できない。運動量がガイドライン推奨レベルに達していなくても心血管疾患発症・重症化リスクを低減させるため、減量効果がなかったとしても少しでも身体活動・運動量を増やすことが推奨されている。
日本動脈硬化学会、日本高血圧学会、日本糖尿病学会、日本老年医学会は肥満の治療における運動療法として中強度の有酸素運動（ただし慣れるまでは強度を上げすぎないこと）を推奨する。この他、レジスタンス運動（筋力トレーニング）はサルコペニア肥満予防・改善や慢性疾患の危険因子改善に有効な可能性がある。

### 健康政策

成人人口における肥満の割合、上位国(2016年)

2016年の成人人口における肥満の割合

肥満は、その有病率、費用、健康への影響により、複雑な公衆衛生および政策上の問題となっている。そのため、肥満の管理には、より広範な社会状況の変化と、地域社会、地方自治体、政府による取り組みが必要である。公衆衛生の取り組みでは、人口における肥満の蔓延増加の原因となる環境要因を理解し、是正することを目指している。解決策としては、過剰な食物エネルギーの消費と身体活動の阻害要因の変化が検討されている。その取り組みには、学校における政府による食事補助プログラム、子供に対してジャンクフードを直接販売することを制限する、学校における砂糖入り甘味飲料の摂取機会減少などがある。世界保健機関(WHO)は、砂糖入り飲料への課税を推奨している。都市環境を構築する際には、公園へのアクセスを増やし、歩行者用通路を整備する取り組みが行われている。
マスメディアによるキャンペーンは、肥満に影響を与える行動を変えることには限定的な効果しかないようだが、運動や食事に関する知識や意識を高めることはでき、それが長期的な変化につながる可能性はある。このようなキャンペーンにより、座ったり横になったりしている時間が減り、身体を積極的に動かそうとする意欲に好影響が与えられるかもしれない。メニューにエネルギー情報を記載した栄養表示をすることで、レストランでの食事中のエネルギー摂取量を減らすことができるかもしれない。 超加工食品に対する政策を求める声もある。

## 医学的介入

### 薬剤
1930年代に肥満の治療を目的とした医薬品が導入されて以来、多くの化合物が試されてきた。そのほとんどは副作用のため、肥満治療薬としてはもはや販売されていない。1964年から2009年の間に市場から撤退した25種類の抗肥満薬のうち、23種類は脳内の神経伝達物質の機能を変化させる作用があった。これらの薬の最も多い副作用で、販売中止の原因となったものは、精神障害、心臓への副作用、薬物乱用または依存であった。7製品は死亡との関連が報告されている。
長期的に使用して有益な5つの薬物は、オルリスタット、ロルカセリン、リラグルチド、フェンテルミン・トピラマート、およびナルトレキソン・ブプロピオンである。それらは1年後にプラセボ群と比較して3.0~6.7kg、体重を減少させた。オルリスタット、リラグルチド、ナルトレキソン・ブプロピオンは米国と欧州の両方で入手可能であるが、フェンテルミン・トピラマートは米国のみで入手可能である。欧州の規制当局は、ロルカセリンとフェンテルミン-トピラマートを却下したが、ロルカセリンは心臓弁の合併症との関連、フェンテルミン-トピラマートは、心臓および血管の問題がより多かったとされたことによる。ロルカセリンは米国で利用可能であったが、がんとの関連性により2020年に市場から撤去された。オルリスタットは、消化器系の副作用が高率で発生しており、腎臓への悪影響も懸念されている。これらの薬剤が肥満の長期的な合併症、例えば心血管疾患や死亡にどのような影響を与えるかについては、情報がない。しかし、リラグルチドは2型糖尿病に用いた場合、心血管イベントを減少させる。
2019年には、肥満の成人を対象に、フルオキセチンのさまざまな用量(60mg/日、40mg/日、20mg/日、10mg/日)の体重への影響を比較するシステマティックレビューが行われた。プラセボと比較した場合、フルオキセチンはどの用量でも減量に有効なようであるが、治療期間中にめまい、眠気、疲労、不眠、吐き気などの副作用が現れるリスクが高まる。しかし、これらの結論は確実性の低いエビデンスに基づくものであった。同じレビューでは、肥満成人の体重に対するフルオキセチンの効果が、他の食欲減退薬、オメガ3ゲル、および無治療群とも比較されているが、エビデンスの質が低いため、明確な結論は得られなかった。
統合失調症の治療に用いられる抗精神病薬の中で最も効果的なのはクロザピンであるが、肥満を主症状とするメタボリックシンドロームを引き起こすリスクも最も高い。クロザピンによって体重が増える人に対しては、メトホルミンを服用することで、メタボリックシンドロームの5つの要素のうち、ウエスト周囲長、空腹時血糖、空腹時トリグリセリドの3つを改善できる可能性があるというシステマティック・レビューがある。

### 手術
肥満手術は、どの術式でも、非外科的介入と比較して、体重を減少させ、過体重に関連する併存疾患を大幅に改善する。保存的治療が奏功しない肥満患者には手術を考慮してよい。手術の種類には、腹腔鏡下調節性胃バンディング術、Roux-en-Y（ルーワイ）胃バイパス術、垂直スリーブ状胃切除術、胆膵路変更術などがある。
AspireAssistシステムとは、胃瘻を増設し、専用の減量装置を用いるものである。アメリカ食品医薬品局が2016年に承認した。食事から約20分後に、体外の装置を胃瘻ポートに取り付けられ、胃内内容物のおよそ30%が排出・廃棄される。胃内バルーンは短期的には有効性が示されているが、長期間減量を維持できるかは未検証である。
重度肥満に対する手術は、長期的な体重減少、肥満関連合併症の改善、総死亡率の低下と関連しているが、代謝状態の改善は、手術ではなく、減量によるものである。ある研究では、10年後には14%から25%(実施された手術の種類による)の減量が見られ、標準的な減量対策と比較すると全死因死亡率が29%減少したことが分かった。一方、合併症は症例の約17%で発生し、7%の症例で再手術が必要である。

## 疫学

### 国際的状況

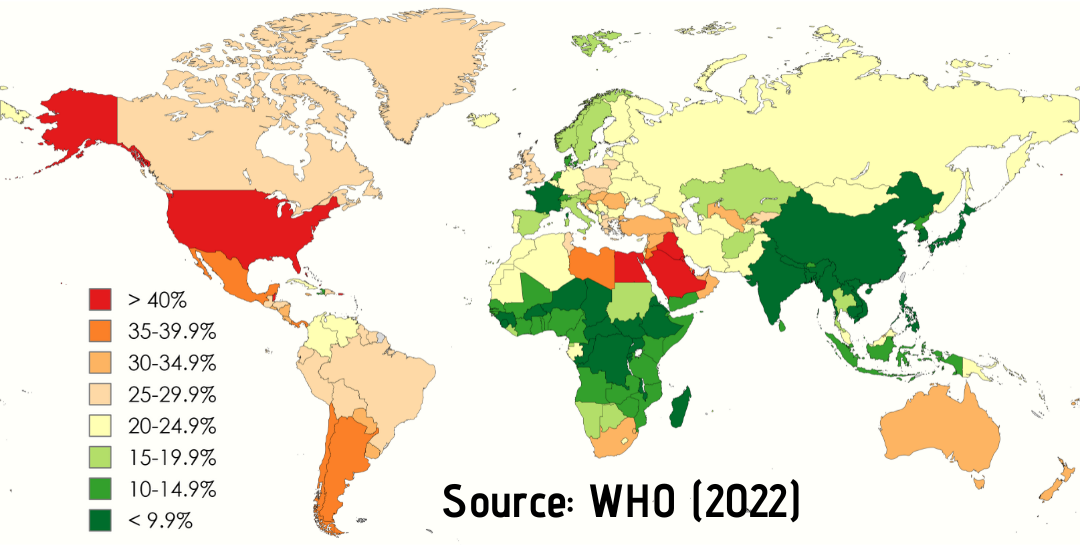
BMIが30を越える成人の割合(2022年)

肥満は、健康上の問題として認識されていたものの、過去の時代においてはまれであり、ごく一部のエリート層にしか達成できなかった。しかし、近世以降の繁栄の拡大に伴い、肥満はより多くの人々に影響を及ぼすようになった。1970年代以前は、肥満は最も裕福な国々においても比較的まれな状態であり、あっても、富裕層に限られる傾向があった。その後、いくつかの出来事が重なり、人々の状態に変化が生じ始めた。先進国の人口の平均BMIが上昇し始め、その結果、過体重や肥満の人の割合が急速に増加した。

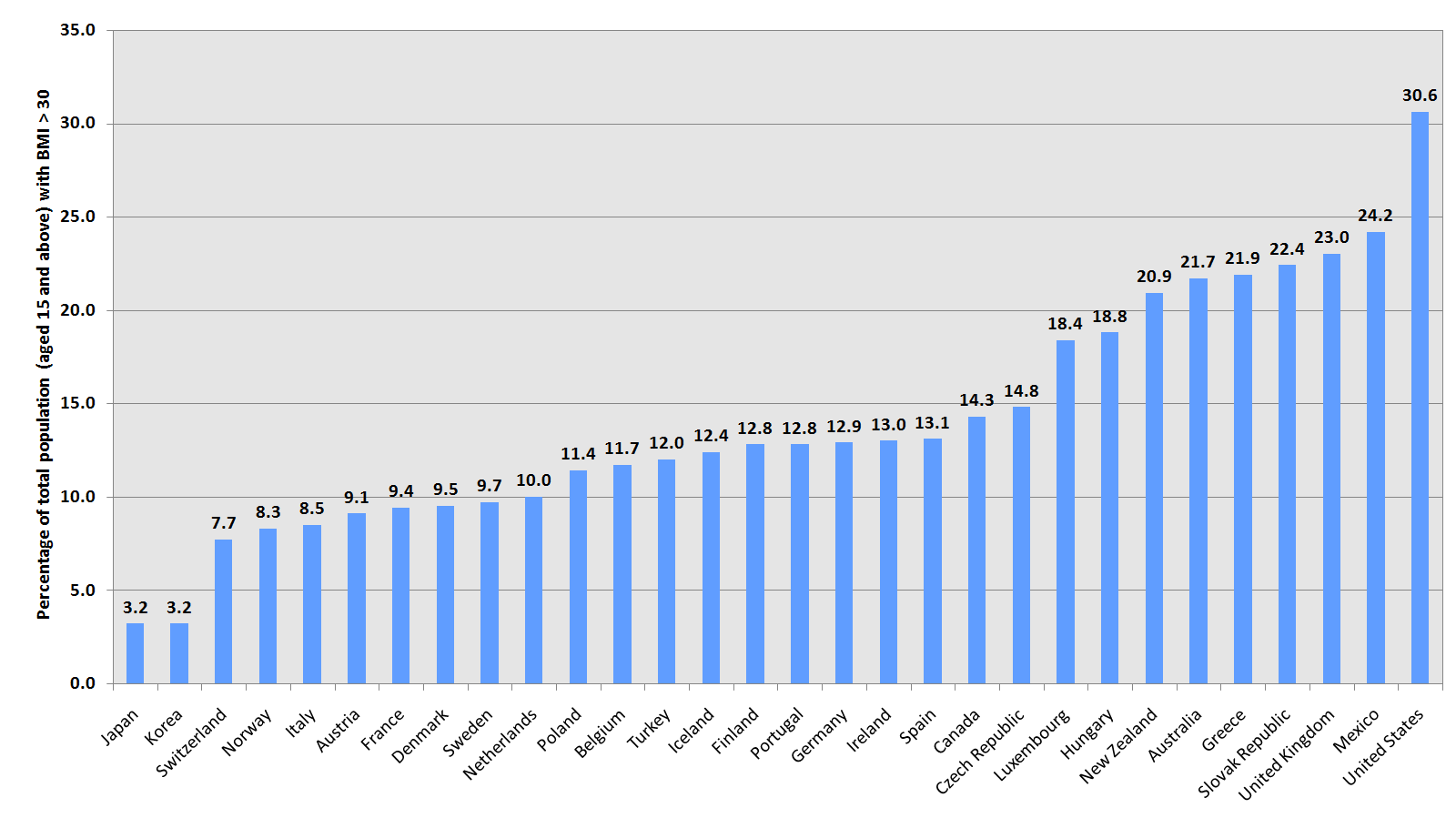
このグラフは、OECD加盟国（チェコ、ハンガリー、ポーランド、スロバキア、メキシコを含む）の全人口（15歳以上）に占めるBMIが30以上の人の割合を示している。このグラフに使用されている数値が発表、収集、編集された年は1996年から2003年までである。

1997年、WHOは肥満を世界的な流行として正式に認定した。2000年、WHOは、過体重と肥満が、栄養不良や感染症といったより伝統的な公衆衛生上の懸念事項に取って代わり、健康を損なう最も重大な原因の一つとなっていると述べた。2008年時点で、WHOは少なくとも5億人(10%以上)の成人が肥満であり、男性よりも女性の方がその割合が高いと推定している。世界の肥満の有病率は、1980年から2014年の間に2倍以上になった。2014年は、6億人以上の成人が肥満であり、これは世界の成人人口の約13パーセントに相当する。2015年から2016年における米国の肥満成人の割合は、全体で約39.6パーセント(男性の37.9%、女性の41.1%)である。
肥満率は少なくとも50歳または60歳まで年齢とともに増加しており、米国、オーストラリア、カナダでは、重度肥満が肥満全体の割合よりも速いペースで増加している。経済協力開発機構(OECD)は、少なくとも2030年までは肥満率が上昇し続けると予測しており、特に米国、メキシコ、英国では、肥満率がそれぞれ47%、39%、35%に達すると予測している。
かつては高所得国だけの問題と考えられていた肥満率は、世界中で上昇しており、先進国と発展途上国の両方に影響を与えている。こうした増加は、都市部で最も顕著なようである。
また、性別や性自認に基づく違いも肥満の有病率に影響がある。世界的に見ると、肥満の女性は男性よりも多いが、肥満の測定方法によってその率は異なる。
2021年6月、世界保健機関は以下のように発表した。
- 世界において、1975年以降、肥満は約3倍に増加している
- 2016年、18歳以上の成人19億人以上は過体重であり、そのうちの6億5千万人以上が肥満であった
- 2020年、5歳未満の子ども3900万人が、過体重もしくは肥満であった

2022年には、世界で10億人以上が肥満であり（成人8億7,900万人、子ども1億5,900万人）、これは1990年に登録された成人の症例の2倍以上（子どもは4倍以上）に相当する。

### 日本
日本におけるBMI≧30を満たすヒトの割合は先進国で最も低い。2008年の年齢標準化BMIは女性で21.87、男性で23.5と、男性のほうが肥満傾向である。1980年は男女のBMIはそれぞれ、21.29と22.1であり、いずれも微増傾向である。また、日本人は肥満の判定基準がBMI≧25であり、これを満たす成人の割合は27.2%（2019年）に達する。

## 歴史

### 語源
肥満の英語、obesityはラテン語のobesitasに由来し、「がっちりした、太った、ふくよかな」を意味する。obesitasの語幹Ēsusはedere(食べる)の過去分詞で、それにob(過剰な)が付け加えられている。オックスフォード英語辞典には、ランドル・コットグレイヴによる1611年の最初の使用例が記録されている。

### 肥満に対する見方の推移

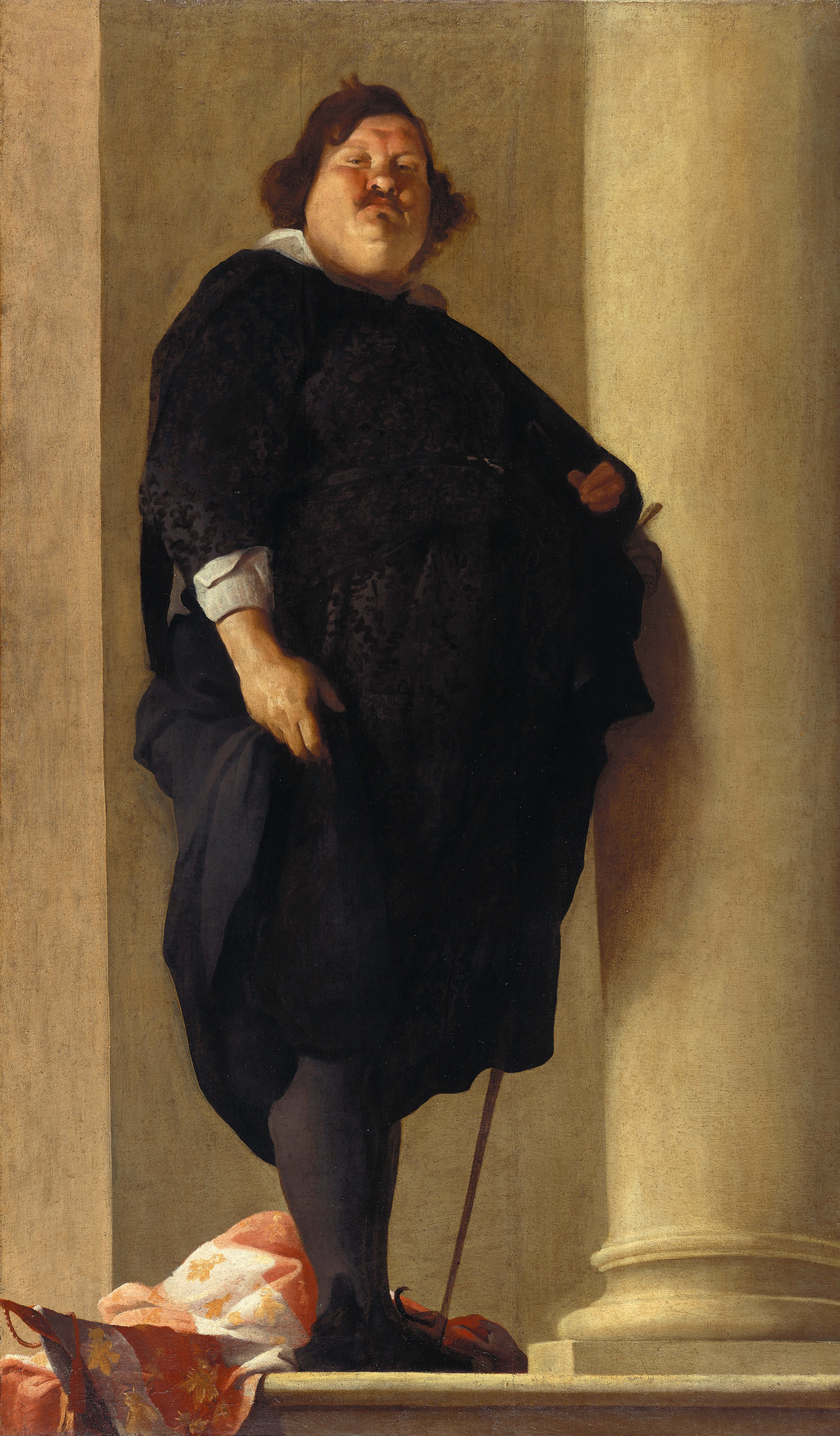
中世ルネサンス期シャルル・メラン作とされるトスカーナの将軍アレッサンドロ・デル・ボッロ、1645年。

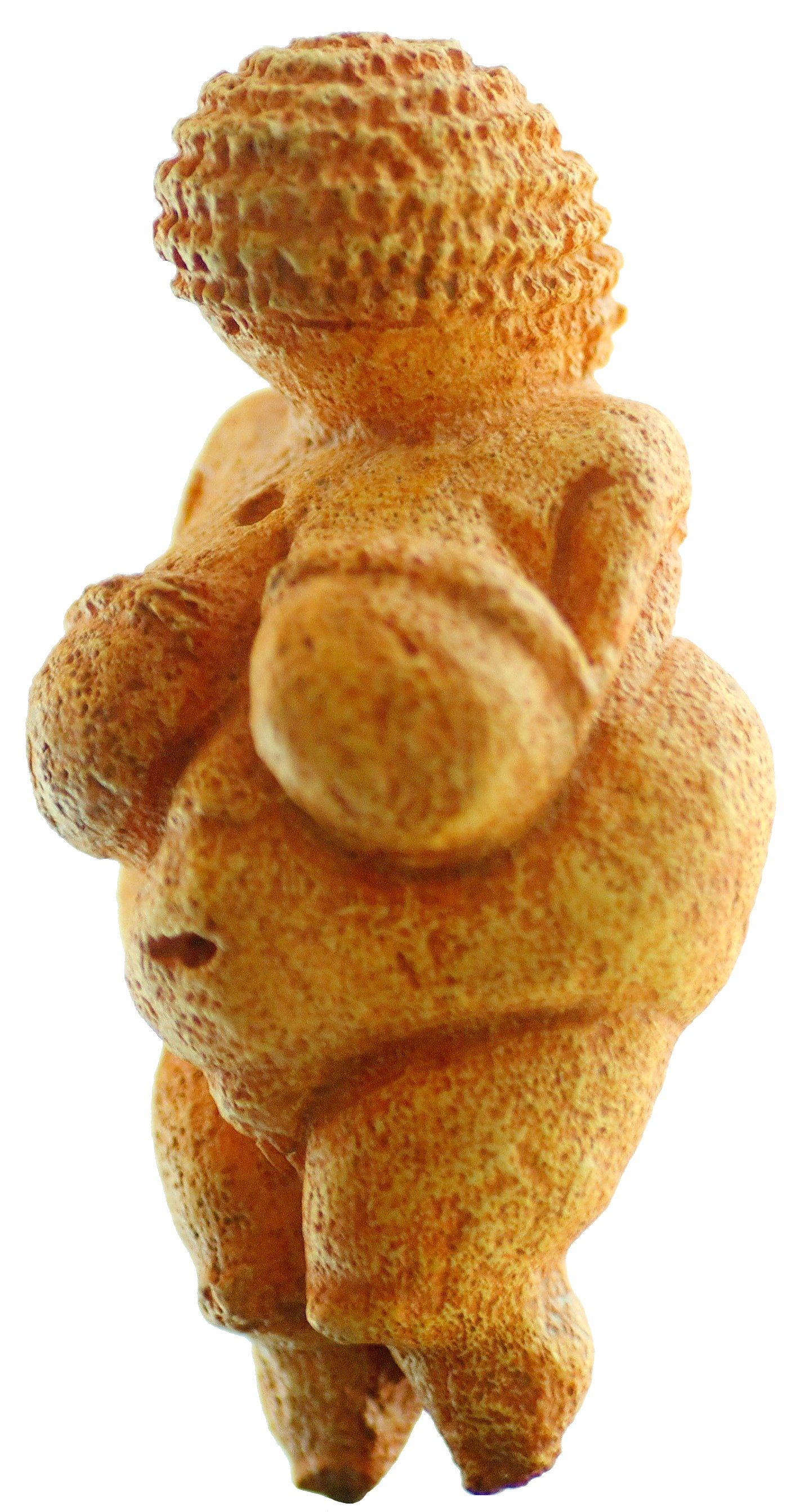
ヴィレンドルフのヴィーナスは紀元前24,000年から22,000年に作られた。

古代ギリシア医学では肥満を医学的異常と見なし、古代エジプト人も同様に見ていたという記録が残っている。ヒポクラテスは「肥満はそれ自体が病気であるだけでなく、他の病気の前兆でもある」と記している。インドの外科医スシュルタ（紀元前6世紀）は肥満を糖尿病や心臓疾患と関連付けた。彼は肥満の治療と副作用の緩和に肉体労働を推奨した。人類の歴史の大半において、人類は食糧不足と闘ってきた。そのため、肥満は歴史的に富と繁栄の象徴と見なされてきた。古代東アジア文明では、高官の間で肥満が一般的であった。17世紀のイギリスの医学者トビアス・ヴェナーが、英語で出版された書籍の中で肥満を社会病として初めて言及した人物の一人として知られている。
産業革命の始まりとともに、国家の軍事的・経済的強さは兵士や労働者の体格と体力の両方に依存していることが認識されるようになった。平均的なボディマス指数が、現在では低体重とされる値から標準的な範囲とされる値にまで増えたことは、工業化社会の発展において重要な役割を果たした。 結果、19世紀を通じて先進国では身長と体重の両方が増加した。20世紀には、ヒトは身長において遺伝的潜在能力に達したため、体重の増加が身長の増加を大きく上回り、肥満が増加した。1950年代には、先進国における富の増加により小児死亡率が低下したが、体重の増加に伴い、心臓病や腎臓病がより多くなった。この時期、保険会社は体重と平均余命の関連性に気づき、肥満者に対する保険料を値上げした。
歴史上、多くの文化において肥満は性格上の欠陥の結果であると見なされてきた。古代ギリシャ喜劇に登場する肥満体または太ったキャラクターは大食漢であり、嘲笑の対象であった。キリスト教の時代には、食べ物は怠惰や色欲という罪への入り口と見なされていた。現代の西洋文化では、過剰な体重はしばしば魅力的でないと見なされ、肥満は一般的にさまざまな否定的な固定観念と関連付けられている。あらゆる年齢の人々が社会的なスティグマに直面し、いじめの対象となったり、仲間から疎外されたりすることがある。
西洋社会における健康的な体重に関する一般認識は、理想的な体重とされるものに対する認識とは異なり、両者とも20世紀初頭から変化している。理想とされる体重は1920年代以降、低くなってきている。これは、ミス・アメリカ・コンテストの優勝者の平均身長が1922年から1999年の間に2%増加した一方で、平均体重は12%減少したという事実によって示されている。一方、健康的な体重に関する人々の考え方は、反対の方向に変化している。英国では、2007年には1999年よりも、自分自身が太り過ぎであると考える体重が大幅に増加した。これらの変化は、肥満率の増加により、余分な体脂肪が正常であると受け入れられるようになったためであると考えられている。
アフリカの多くの地域では、肥満は依然として裕福さと健康の象徴と見なされている。これはエイズの流行が始まって以来、特に顕著になっている。

### 芸術
2万~3万5千年前の人体を初めて彫刻で表現した作品には肥満の女性が描かれている。このようなヴィーナス像は豊穣を強調する傾向によるものとする説もあるが、一方で、当時の人々の「肥満」を表しているとする説もある。しかし、ギリシャやローマの芸術には肥満は見られず、おそらく中庸を重んじる彼らの理想に合致したものだった。この傾向はキリスト教ヨーロッパの歴史の大部分を通じて続き、肥満として描かれたのは社会経済的地位の低い人々だけだった。
ルネサンス期には、一部の上流階級の人々がその大きな体格を誇示し始め、イングランド王ヘンリー8世やアレッサンドロ・ダル・ボッロの肖像画で見られる。ルーベンス(1577年-1640年)は、ふくよかな女性を自身の絵画に定期的に描いており、そこから「ルーベンス風（Rubenesque）」という用語が派生した。しかし、これらの女性は、肥沃さとの関連性を持つ「砂時計」型の体型を維持していた。19世紀の間に、肥満に対する見方は西洋世界で変化した。肥満が富や社会的地位の象徴であった数世紀を経て、スリムであることが望ましい基準として見られるようになった。1819年に発表された版画『ベル・アリアンス、またはブラックバーンの女性改革者たち』で、画家ジョージ・クルックシャンクはブラックバーンの女性改革者の活動を批判し、太っていることを女性的でないことを表現する手段として用いた。

## 社会と文化

### 経済的影響
肥満は健康に悪影響を及ぼすだけでなく、雇用における不利益や事業コストの増加など、多くの問題を引き起こす。これらの影響は、個人から企業、政府に至るまで、社会のあらゆるレベルで感じられている。
カナダにおける肥満のコストは1997年では20億カナダドル(総医療費の2.4%)と推定された。2005年のオーストラリアにおける過体重および肥満の年間直接コスト総額は210億豪ドルであった。また、オーストラリアの過体重および肥満の人々には、356億豪ドルの政府補助金が支給されている。ダイエット製品にかかる年間支出の推定範囲は、米国だけでも400億ドルから1000億ドルである。2021年時点では、米国における肥満に起因する医療費は1730億ドル（総医療費の3.8%）と推定されている。
2019年、ランセット誌の肥満に関する委員会は、たばこの規制に関する世界保健機関枠組条約をモデルとして、肥満と栄養不足に取り組むことを各国に義務付ける世界条約を求め、政策策定から食品業界を明確に除外することを求めた。彼らは、肥満による世界的なコストは年間2兆ドル、世界のGDPの約2.8%に相当すると推定している。
肥満予防プログラムは、肥満関連疾患の治療費を削減することが分かっている。しかし、人は長生きすればするほど医療費がかさむ。そのため、研究者は、肥満を減らすことは公衆衛生を改善する可能性はあるが、医療費全体を削減することは難しいと結論づけている。甘味飲料税などの嗜好品税は、食生活や消費習慣を抑制し、経済的負担を相殺する取り組みとして、世界の一部の国々で実施されている。

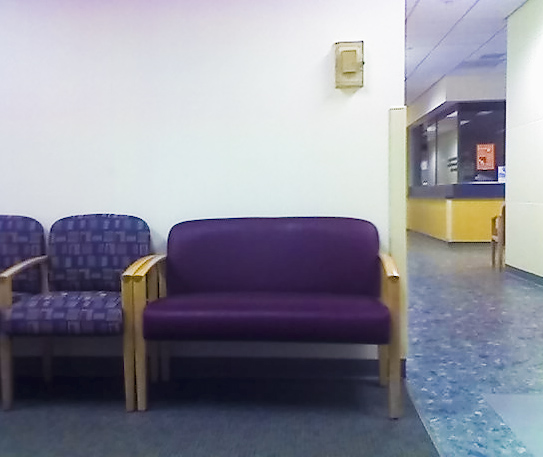
通常のサイズの椅子の横に置かれた特大の椅子。

肥満は社会的なスティグマや雇用における不利益につながる可能性がある。標準体重の人々と比較すると、肥満の労働者は平均して欠勤率が高く、障害休暇を取得する割合も高い。そのため、雇用主のコストが増大し、生産性が低下する。デューク大学の従業員を対象とした調査では、BMIが40 kg/m2を超える人々は、BMIが18.5–24.9 kg/m2の人々と比較して、労災請求件数が2倍であることが判明した。また、欠勤日数も12倍以上であった。このグループで最も多かった負傷は転倒と重量物の持ち上げによるもので、下肢、手首または手、背中を負傷をしていた。
一部の研究では、肥満の人は採用されにくく、昇進もしにくいことが示されている。肥満の人は、同等の仕事でも、肥満でない人よりも給与が低い。肥満の女性は平均で6%少なく、肥満の男性は3%少ない。
航空会社、医療、食品業界など特定の業界では、特別な懸念がある。肥満率の上昇により、航空会社は燃料費の高騰と座席幅の拡大というプレッシャーに直面している。2000年には、肥満の乗客の増加により航空会社は2億7500万米ドルの損失を被った。医療業界では、重度の肥満患者を扱うための特別な施設、すなわち特殊な吊り上げ装置や肥満患者用救急車などに投資せざるを得なくなっている。レストランは、肥満の原因を作っているとして訴えられることで、コストが増大している。2005年、米国議会は肥満に関連して食品業界を相手取った民事訴訟を防止するための法案を審議したが、法律化はされなかった。
米国医師会（AMA）が2013年に肥満を慢性疾患に分類したことにより、健康保険会社が肥満治療、カウンセリング、手術の費用を支払う可能性が高くなり、 保険会社がその費用の補助を支援するのであれば、肥満治療薬や遺伝子治療の研究開発費もより手頃な価格になるはずである。しかし、AMAの分類は法的拘束力を持たないため、医療保険会社は依然として肥満への治療や手技の保険適用を拒否する権利を有している。
2014年、欧州司法裁判所は病的肥満は障害であるとの判決を下した。同裁判所は、従業員が肥満によって「他の労働者と同等に職業生活に完全かつ効果的に参加する」ことを妨げられる場合、それは障害とみなされるべきであり、そのような理由で解雇することは差別的であると述べた。
低所得国では、肥満は裕福であることの証しである。2023年の実験的研究では、ウガンダの肥満者はより高い確率で融資を受けられることが分かった。

### 肥満の社会への受容

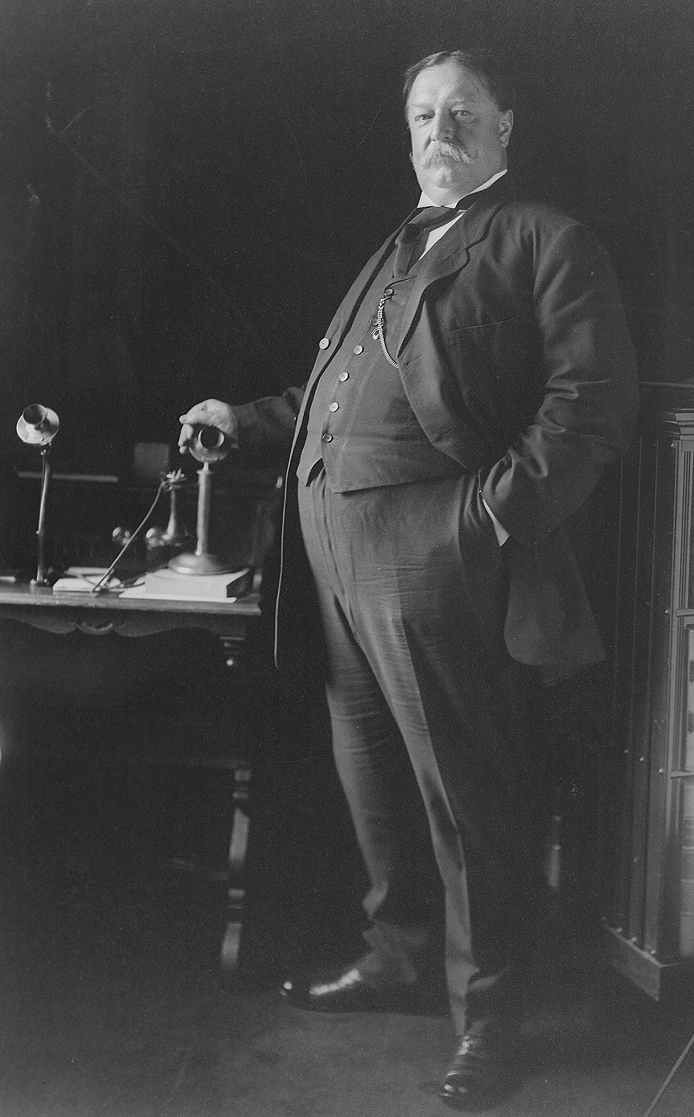
米国大統領ウィリアム・タフトは、太り過ぎであることをよく揶揄されていた。

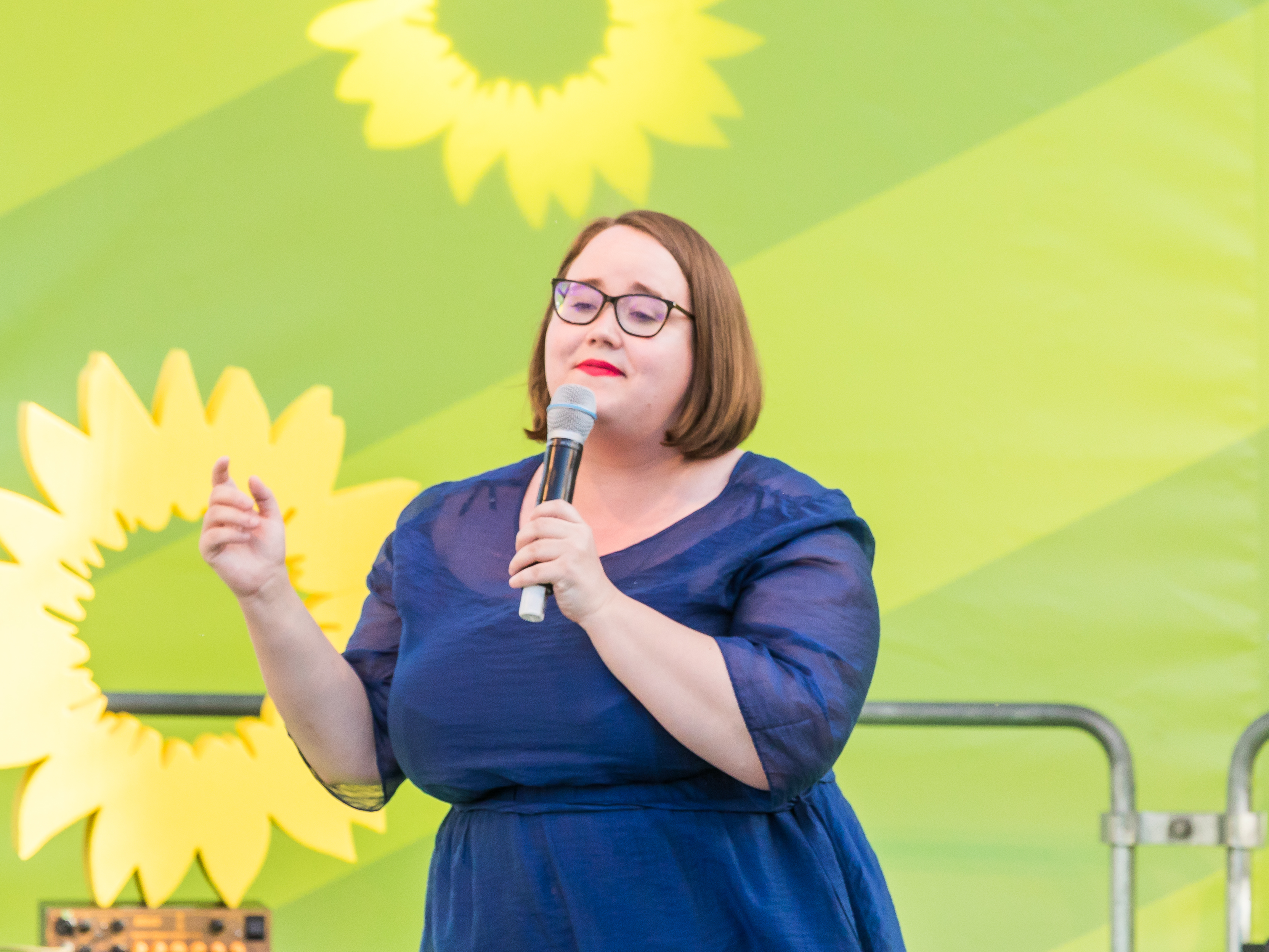
ドイツの政治家リカルダ・ラングは、インターネット上で「肥満差別」の被害者となった。

ファット・アクセプタンス運動の主な目標は、太り過ぎや肥満の人々に対する差別を減少させることである。しかし、この運動の一部の人々は、肥満と健康への悪影響との間に確立された関係に異議を唱えることも試みている。
肥満の容認を推進する団体も数多く存在する。20世紀後半には、こうした団体の存在感が高まっている。米国を拠点とする全米ファット・アクセプタンス協会(NAAFA)は1969年に結成され、体格差別をなくすことを目的とする市民権団体であると自らを位置づけている。
国際サイズ受容協会（International Size Acceptance Association: ISAA）は、1997年に設立された非政府組織(NGO)である。よりグローバルな志向を持ち、その使命をサイズの受容を促進し、体重に基づく差別をなくすことと説明している。これらの団体は、米国の障害を持つアメリカ人法の下で肥満を障害として認定するよう、しばしば主張している。しかし、米国の法制度では、肥満をこの反差別法の対象に含めることによる利益よりも、潜在的な公衆衛生コストの方が大きいと判断されている。

### 産業界の研究への影響
2015年、ニューヨーク・タイムズは、肥満を回避し健康を維持するために、カロリー摂取量を減らすよりも運動量を増やすことに重点を置くことを提唱する2014年に設立された非営利団体、グローバル・エネルギー・バランス・ネットワークに関する記事を掲載した。この組織は、コカ・コーラ社から少なくとも150万ドルの資金提供を受けて設立された。また、同社は2008年以降、設立者の科学者であるグレゴリー・A・ハンドとスティーブン・ブレアの2人に400万ドルの研究資金を提供している。

### ファド・ダイエット
ファド・ダイエット またはダイエット・カルトは減量や長寿などの健康上の利点を提案するダイエットに批判的なスラングである。
健康的なダイエットに関する競争的な市場は19世紀の先進国に誕生した。食料供給の移動と産業化と商品化が、伝統的な民族文化的な食生活を守ることを侵食し始め、快楽に基づく食生活の健康に対する影響が明らかになっていた。
現代のファド・ダイエットは1930年代に始まった。これらの食事は一般的に制限的であり、速い体重減少。または大きな身体的健康の約束によって特徴付けられるが、健全な科学に根ざしていない。
このような食事療法は、自身を教祖のようにふるまう有名人や医療専門家によって支持されることが多く、彼らはブランドの商品、書籍、講演の売上から利益を得ている。
これらのダイエットは体重をすばやく簡単に減らし、その体重を維持したいと思っている人々や、また、健康になって先進国で利用可能な悪い食事選択を避ける厳密なやり方を特徴とするグループに所属することを望む人々を引きつけた。
ファド・ダイエットは、偽科学（例えば、「魔法の脂肪燃焼」食品または生気論の概念）に完全に基づいているかもしれない。ほとんどのファド・ダイエットは、特定の方法で食べることの恩恵や、または別の方法で食べることの害についての、科学的検証に耐えない誇張された主張に基づいて説明されマーケティングされている。
ボストン大学医学部によると、体重を減らした人々の98％が5年以内にリバウンドする。

## 小児肥満
健康的なBMIの範囲は、子供の年齢と性別によって異なる。小児および青年の肥満は、BMIが95パーセンタイルを超えるものと定義される。2001年時点での、これらのパーセンタイルの基準となるデータは、1963年から1994年のものなので、直近の肥満率の増加の影響は受けていない。21世紀には小児肥満が蔓延し、先進国でも発展途上国でも増加している。カナダの男児における肥満率は、1980年代には11%であったのが、1990年代には30%を超え、同じ時期にブラジルの子供では4%から14%に増加した。英国では、1989年と比較して、2005年には肥満児が60%増加した。米国では、過体重児および肥満児の割合は2008年には16%に増加し、過去30年間で300%増加した。
成人肥満と同様に、小児肥満の増加には多くの要因が関与している。食生活の変化と運動不足が、最近の小児肥満の増加における2大要因であると考えられている。また、子供への不健康な食品の広告も、その商品の消費量を増加させる一因となっている。生後6ヶ月以内の抗生物質投与は、7歳から12歳の間の過体重との関連が分かっている。子供の肥満は成人後も持続することが多く、また多くの慢性疾患と関連しているため、肥満の子供は高血圧、糖尿病、高脂血症、脂肪肝の検査を受けることが多い。
小児に行われる治療は主に生活様式への介入と行動療法であるが、小児の運動量を増やす取り組みはほとんど成功していない。米国では、この年齢層に対する医薬品はFDAの承認を受けていない。プライマリケアにおける短期の体重管理介入(例えば、医師または看護師による)は、小児の過体重や肥満の減少にわずかながらプラスの効果をもたらすにすぎない。食事や運動の改善を含む多因子の行動変容介入は、6~11歳の小児のBMIを短期的に減少させる可能性があるが、その効果は小さく、エビデンスの質も低い。

## 動物の肥満
ペットの肥満は多くの国々で一般的である。米国では、犬の23~41%が過体重であり、約5.1%が肥満である。猫の肥満率は6.4%と、やや高めである。オーストラリアでは、動物病院で診察された犬の肥満率は7.6%であることが分かっている。日本の犬では、過体重と肥満をあわせて26%であった（2006年）。犬の肥満リスクは飼い主が肥満であるかどうかに関連しているが、猫と飼い主の間にはそのような相関関係はない。